# Synagrops bellus
Synagrops bellus és una espècie de peix pertanyent a la família dels acropomàtids.

## Descripció
- Pot arribar a fer 23 cm de llargària màxima (normalment, en fa 20).
- 10 espines i 9 radis tous a l'aleta dorsal i 2 espines i 7 radis tous a l'anal.[6][7][8]

## Depredadors
Als Estats Units és depredat pel lluç argentat d'altura (Merluccius albidus) i al Brasil per Lophius gastrophysus i Malacocephalus occidentalis.

## Hàbitat
És un peix marí i batidemersal que viu entre 60 i 910 m de fondària (normalment, entre 107 i 179) i entre les latituds 53°N-41°S i 93°W-14°E.

## Distribució geogràfica
Es troba a l'Atlàntic oriental (des de Guinea fins a Nigèria) i l'Atlàntic occidental (des del Canadà i Bermuda fins a Rio Grande do Sul -el Brasil-, incloent-hi el golf de Mèxic i el mar Carib).

## Observacions
És inofensiu per als humans.